# Força Aérea de Taiwan

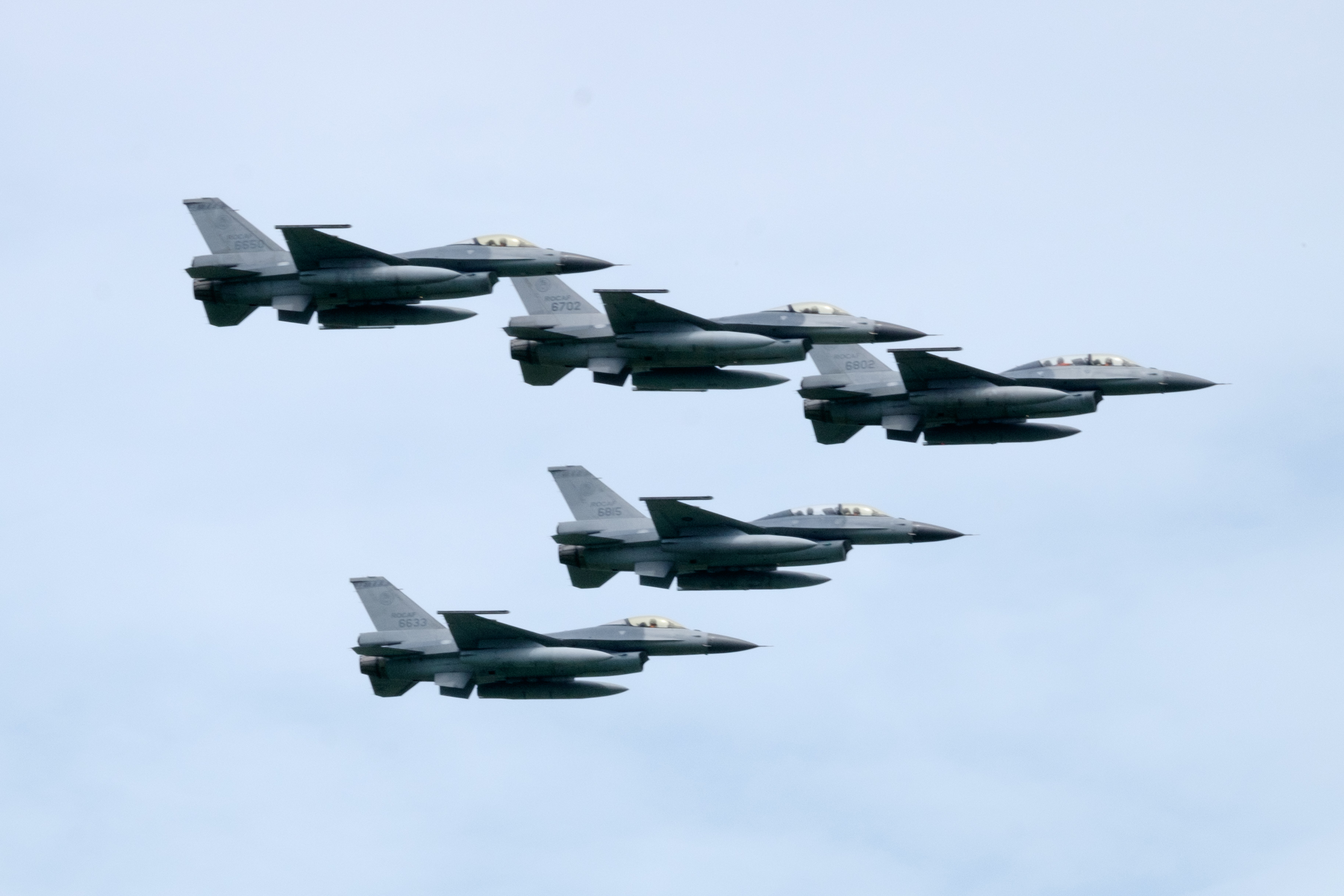
Caças F-16 de Taiwan.

A Força Aérea de Taiwan, formalmente designada por Força Aérea da República da China, é o ramo aéreo das Forças Armadas de Taiwan. A missão principal desta força aérea é a de defender o espaço aéreo por cima da Ilha de Taiwan e o espaço aéreo marítimo à volta da mesma. As prioridades desta força constituem o desenvolvimento de dispositivos de reconhecimento aéreo de longo alcance, a integração do sistema C4ISTAR, desenvolvimento de caças de próxima geração e o desenvolvimento de infra-estruturas aeronáuticas que possam ser usadas mesmo depois de um ataque. Está organizada num esquema hierárquico de Asa - Grupo - Esquadrão, semelhante ao esquema da Força Aérea dos Estados Unidos.
Em maio de 2005, o Ministro da Defesa Nacional anunciou a intenção de transferir o comando do sistema de mísseis defensivos para a força aérea, enquanto os futuros mísseis ofensivos ficariam sob o comando de um futuro Comando de Mísseis. Em 2006, todos os mísseis de médio e longo alcance foram transferidos do exército para a força aérea, enquanto as unidades de segurança das bases aéreas foram transferidas para a policia militar do exército de Taiwan. Em 2011, foi revelado que vários problemas com a instalação e manutenção dos mísseis fizeram com que alguns mísseis fossem devolvidos ao exército, porém continuando a força aérea a deter vários sistemas e misseis defensivos.
Em julho de 2010, o deputado da Força Aérea dos Estados Unidos no Ministério dos Negócios Estrangeiros dos Estados Unidos, Bruce Lemkin, disse que a capacidade de Taiwan de se defender de um ataque aéreo havia-se degradado devido à idade que os seus caças apresentavam, sendo urgente um acto de venda, por parte dos Estados Unidos, de aviões de combate aéreo a Taiwan. No dia 21 de setembro de 2011, foi anunciado que os Estados Unidos assinaram um acordo de 5 biliões de dólares para uma actualização dos F-16 da Força Aérea de Taiwan. Em 2012, Rob Nabors escreveu que os Estados Unidos estariam a considerar a possibilidade de venda de modernos caças à Força Aérea de Taiwan.